# Stormé DeLarverie
Stormé DeLarverie (New Orleans, 24 december 1920 – Brooklyn, 24 mei 2014) was een Amerikaans podiumkunstenaar en homorechtenactivist. Ze speelde een rol bij de Stonewall-rellen, maar het staat niet vast dat ze de hoofdrol speelde die ze zelf later claimde.

## Biografie
DeLarverie werd in 1920 in New Orleans geboren als dochter van een Afro-Amerikaanse moeder en een witte vader. Ze werkte van 1955 tot 1969 als revueartiest: als MC, zingend en optredend in mannenrollen (als dragking). De show waarin ze speelde, de Jewel Box Revue, telde 25 mannen in vrouwenrollen en DeLarverie in de enige mannenrol. De show speelde vaak in de zwarte theaters, maar ook enkele gemengde gelegenheden, waaronder het Apollo Theater en de Radio City Music Hall, beide in New York. Haar aantrekkelijke, androgyne verschijning inspireerde andere lesbiennes om in mannelijker kleding over straat te gaan. Ook werkte DeLarverie geruime tijd in Chicago als bodyguard voor gangsters. Later was ze in New York actief als portier bij uitgaansgelegenheden die veel door lesbiennes werden bezocht. Ze woonde jarenlang in Hotel Chelsea, waar ze genoot van de aanwezigheid van de vele schrijvers, kunstenaars en acteurs. Vanaf 2010 woonde DeLarverie in een verpleegtehuis. Ze overleed op 24 mei 2014, in haar slaap.

### Stonewall-rellen
Op een vroege zaterdagmorgen eind juni 1969 braken er rellen uit naar aanleiding van een politie-inval in de Stonewall Inn, een homobar in Greenwich Village, New York. Politie-invallen in homobars waren een frequent verschijnsel in die tijd, maar ze werden door de lhbt-gemeenschap als treiterijen en vernederingen ervaren. Zo werden de aanwezigen bijvoorbeeld fysiek gecontroleerd op het dragen van kleding die bij hun geslacht paste en als dat niet het geval was, volgde arrestatie. Ook werden medewerkers van zo'n bar gearresteerd en werd meestal de drankvoorraad in beslag genomen.
Bij de Stonewall-inval werd door de agenten soms wat hardhandig opgetreden, zowel binnen als later op straat. Ook werd het politieoptreden geplaagd door een gebrekkige organisatie en communicatiestoornissen. Een menigte toeschouwers, bestaande uit klanten van het café, toegestroomde geestverwanten en anderen, raakte merkbaar geagiteerd. Op enig moment werd een vrouw, omschreven als een typisch New Yorkse butch, geboeid afgevoerd. Deze verzette zich met geweld tegen haar arrestatie, ontsnapte een paar keer en riep de toeschouwers op om "iets te doen", waarna de vlam in de pan sloeg.

#### De rol van DeLarverie
Enkele ooggetuigen en DeLarverie zelf hebben verklaard dat zij die gearresteerde vrouw was. DeLarverie heeft echter ook gezegd dat een politieman haar een duw gaf en tot doorlopen maande en dat ze deze daarna een klap verkocht. Er zijn ook anderen die beweren dat DeLarverie niet de betreffende arrestant was. De historicus David Carter, auteur van Stonewall: The Riots That Sparked the Gay Revolution, reconstrueerde de aan- en afwezigheid van sommigen bij de rellen. Hij concludeert dat de gearresteerde vrouw blank moet zijn geweest en jaren jonger dan DeLarverie.
Toch twijfelen weinigen aan de aanwezigheid van DeLarverie bij de rellen, mogelijk op een iets later tijdstip, en ook niet aan het gegeven dat ze deel uitmaakte van een groepje lesbiennes dat met de politie vocht. Ze is lang gezien als een icoon van de homo-emancipatie en werd zelfs de Rosa Parks van de lhbt-gemeenschap genoemd.
DeLarverie zelf vond de gebeurtenissen van die eerste avond geen "rel":
"Het was een rebellie, het was een opstand, het was burgerlijke ongehoorzaamheid – het was geen verdomde rel."

### Burgerwacht
Decennialang patrouilleerde DeLarverie in haar eentje in het gedeelte van Greenwich Village waar de lesbische cafés zitten, naast haar werk als portier voor een van die gelegenheden. Met haar lengte en androgyne voorkomen was ze een indrukwekkende verschijning en ze was bovendien gewapend. Ze bewaakte de straten en liep bij de lesbische bars binnen, altijd alert op tekenen van intolerantie, pesten of lastigvallen van "haar meisjes".

### Overige bezigheden
DeLarverie was lid van de Stonewall Veterans' Association en vervulde enkele functies voor die organisatie, waaronder Hoofd Beveiliging. Ze ontbrak zelden bij de Gay Pride Parade, waarvan de eerste plaatsvond precies een jaar na de Stonewall-rellen. Ze organiseerde enkele benefietacties voor mishandelde vrouwen en kinderen, waar ze ook zelf optrad.